# Carmen Haro
Carmen Haro (25 agosto 1998) è una sciatrice alpina francese.

## Biografia
Attiva dal gennaio del 2015, la Haro ha esordito in Coppa Europa il 30 gennaio 2017 a Châtel in supergigante e in Coppa del Mondo il 20 gennaio 2024 a Jasná in slalom gigante, in entrambi i casi senza completare la gara; non ha preso parte a rassegne olimpiche o iridate.

## Palmarès

### Coppa Europa
- Miglior piazzamento in classifica generale: 111ª nel 2023

### Campionati francesi
- 2 medaglie:
  - 1 argento (slalom gigante nel 2021)
  - 1 bronzo (slalom gigante nel 2023)